# Сорок лет среди грабителей и убийц
«Со́рок лет среди́ граби́телей и уби́йц» — автобиографическая книга И. Д. Путилина, написанная в соавторстве с Михаилом Шевляковым.

## О книге
Книга представляет собой мемуары первого начальника Санкт-Петербургской сыскной полиции Ивана Дмитриевича Путилина (1830—1893), который в своё время был человеком-легендой. Книга состоит из двадцати рассказов.
Воспоминания начальника сыскной полиции увидели свет после смерти автора  (1907). С того времени они несметное количество раз переиздавались вплоть до  Октябрьской революции.

## Сюжет
Иван Дмитриевич Путилин — гений русского уголовного дела, благодаря своей находчивости и необыкновенной проницательности раскрывает самые сложные преступления.

## Рассказы
1. Вещий сон под Рождество
2. Шайка разбойников-душителей
3. «Черти» Парголовского шоссе
4. Беглый солдат-убийца
5. Удачный розыск
6. Страшное дело кровавой красавицы
7. Роковая поездка
8. Человек-сатана
9. Убийство князя Людвига фон Аренсберга, военного австрийского агента
10. Убийство под сенью святой обители
11. Кровавый миллион
12. Безумная месть
13. Убийство в духовной академии
14. Трагедия в Морском корпусе
15. Страшный багаж
16. На струнке благотворительности
17. Пьяный зверь
18. Недоразумение
19. Сумасшедший палач
20. Напрасная кровь